# Onitis fulmineus
Onitis fulmineus är en skalbaggsart som beskrevs av Emile Janssens 1943. Onitis fulmineus ingår i släktet Onitis och familjen bladhorningar. Inga underarter finns listade i Catalogue of Life.